# Mauritz Bäärnhielm
Georg Mauritz Bäärnhielm, född 28 juni 1853 i Trankils socken, Värmlands län, död 9 februari 1926 i Kungälvs församling, Göteborgs och Bohus län, var en svensk häradshövding och riksdagsman. 
Bäärnshielms föräldrar var brukspatron på Lennartsfors bruk  Gustaf Bäärnhielm och hans hustru Wendela Augusta, född Sahlin. Han var gift med Louise Bäärnhielm, född Arhusiander och de fick sonen Gösta Bäärnhielm.
Bäärnhielm avlade 1875 examen till rättegångsverken, blev vice häradshövding 1880 och gjorde sin domaretjänstgöring 1876-1888. Han var från 1893 häradshövding i Inlands domsaga. Som riksdagsman var han ledamot av riksdagens andra kammare 1901-1902. Han var landstingsman i Göteborgs och Bohus län 1898-1912 och stadsfullmäktiges ordförande i Kungälv 1904-1909.